# När kallelseklockan vår slutligen slår
När kallelseklockan vår slutligen slår är ursprungligen en finsk sång Kun aikojen loppua kello jo soi med texten av Aatu Laitinen 1883 (Kristillinen Kuukausilehti 1/1883).
Den svenska översättningen har gjorts av Elis Sjövall.
Melodin är av Frans Petter Krank ca 1889.